# Autobahndreieck Spreeau
Das Autobahndreieck Spreeau (Abkürzung: AD Spreeau; Kurzform: Dreieck Spreeau) ist ein Autobahndreieck in Brandenburg in der Metropolregion Berlin. Es bindet die von Frankfurt (Oder) kommende Bundesautobahn 12 an die Bundesautobahn 10 (Berliner Ring) an.

## Geographie

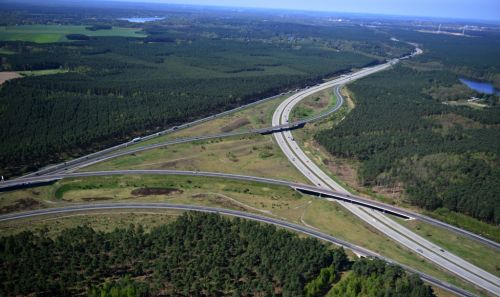
Luftbild vom AD Spreeau, Mai 2013

Das Dreieck liegt im Friedersdorfer Forst, auf dem Gemeindegebiet von Spreenhagen (Ortsteil Hartmannsdorf), nahe den Ortsteilen Dannenreich und Friedrichshof der Gemeinde Heidesee sowie den Stadtteilen Uckley und Kablow-Ziegelei von Königs Wusterhausen. Es befindet sich etwa 30 km südöstlich der Berliner Innenstadt, etwa 55 km westlich von Frankfurt (Oder) und etwa 75 km nordwestlich von Cottbus.
Das Autobahndreieck befindet sich nahe der Kreisgrenze zum Landkreis Dahme-Spreewald im Landkreis Oder-Spree und südlich des Oder-Spree-Kanals.
Unmittelbar südlich beginnt das Einzugsgebiet des Naturparks Dahme Heideseen.
Benannt ist es nach dem nahegelegenen Ort Spreeau.
Das Autobahndreieck Spreeau stellt einen wichtigen Knotenpunkt für den Verkehr von Westeuropa nach Polen dar, so verbindet es beispielsweise die Relationen von Amsterdam über Hannover, Berlin, Posen und Lodz nach Warschau und trägt auf der A 10 die Anschlussstellennummer 8, auf der A 12 die Nummer 1.

## Geschichte
Das Dreieck wurde bereits 1937 unter der Bezeichnung „Ostdreieck“ als  linksgeführte Trompete erbaut. Von 1945 bis 1990 hieß das Bauwerk „Abzweig Frankfurt/Oder“. Nach der politischen Wende bekam es seinen heutigen Namen. Von 1998 bis 2000 erfolgte ein Umbau des Autobahndreiecks. Dabei wurde die Haupttrasse, die A 10, auf sechs Spuren erweitert. Die für die Trompete typische indirekte Rampe vom östlichen Berliner Ring auf die Fahrbahn nach Frankfurt wurde durch eine halbdirekte Rampe ersetzt. Auch die Fahrbahn vom südlichen Berliner Ring nach Frankfurt wurde neu gebaut. Die beiden schon vorher existierenden direkten Rampen blieben erhalten.

## Bauform und Ausbauzustand
Die A 12 ist vierstreifig ausgebaut, die A 10 sechsstreifig. Alle Verbindungsrampen sind zweispurig ausgeführt.
Die Anlage wurde als vollständiges Dreieck in Full-Y Form ausgeführt.
Die längere Überquerung verbindet die von Norden kommende A 10 mit der nach Osten verlaufende A 12 und die kürzere Überquerung verbindet die in Richtung Westen laufende A 12 mit der nach Westen verlaufenden A 10.
Die Haupttrasse führt in einem Schwenk von Westen nach Osten und verbindet den Ostteil der A 10 mit deren Südteil.

## Verkehrsaufkommen
Das Autobahndreieck Spreeau wird täglich von etwa 83.000 Fahrzeugen befahren.
| Von                   | Nach                   | Durchschnittliche tägliche Verkehrsstärke | Anteil Schwerlastverkehr |
| --------------------- | ---------------------- | ----------------------------------------- | ------------------------ |
| AS Freienbrink (A 10) | AD Spreeau             | 54.000                                    | 11,1 %                   |
| AD Spreeau            | AS Niederlehme (A 10)  | 66.200                                    | 21,4 %                   |
| AD Spreeau            | AS Friedersdorf (A 12) | 45.300                                    | 25,6 %                   |